# Bitwa pod Chancellorsville
Bitwa pod Chancellorsville – bitwa wojny secesyjnej stoczona w dniach 30 kwietnia – 6 maja 1863 roku ok. 16 km na zachód od Fredericksburga w stanie Wirginia. Uznawana jest za jedną z najlepszych bitew generała Roberta E. Lee i jego Armii Północnej Wirginii w starciu z Armią Potomaku pod dowództwem generała Fighting Joe Josepha Hookera. Starcie zakończyło się wielkim zwycięstwem armii konfederatów i śmiertelnym zranieniem generała konfederatów Thomasa "Stonewalla" Jacksona.

## Przed bitwą
25 stycznia 1863 generał Hooker objął dowództwo nad Armią Potomaku. Od samego początku generał zajął się poprawą warunków żołnierzy, zaopatrzeniem i wypłatą żołdu, a więc sprawami zupełnie zaniedbanymi przez jego poprzedników. Zmienił dotychczasową strukturę organizacji Armii Unii z czterech grup korpusów na siedem samodzielnych korpusów, co miało za zadanie poprawienie zarządzania jednostkami. Dodatkowo utworzył z byłych związków kawaleryjskich Grand Division nowy korpus kawalerii. Hooker zdymisjonował nieudolnych generałów, zastępując ich bardziej doświadczonymi. Generał Daniel Edward Sickles otrzymał dowództwo III Korpusu, w miejsce generała niemieckiego pochodzenia Franza Sigela, Hooker mianował generała Olivera Otisa Howarda, któremu nadał dowództwo nad XI korpusem. Dowodzenie nad VI korpusem otrzymał natomiast generał John Sedgwick.
Po bitwie pod Fredericksburgiem generał Armii Północnej Wirginii Robert E. Lee wyraźnie odzyskał wigor. Jego problemy zaopatrzeniowe były jednak nadal poważne, gdyż jego armię zaopatrywały jedynie dwa pociągi dziennie, stale kursujące na linii Richmond – Petersburg. Szczególnie poważne problemy Lee miał z dostateczną ilością paszy dla koni. Z tego też powodu armia konfederatów posuwała się dość wolno.
Tymczasem zawarte na wszystkich frontach na północy zawieszenie broni nie wszystkim się podobało. Lincoln nakazał Hookerowi jak najszybsze przejście do ofensywy i atak na twierdzę konfederatów Richmond w celu całkowitego zniszczenia armii generała Lee. Ten ostatni nakazał budowę szańców na południe od rzeki Rappahannock, gdzie oczekiwał nadejścia wrogiej armii. Hooker tymczasem poinformowany o trudnościach zaopatrzeniowych konfederatów zdecydował się na okrążenie przeciwnika i odcięcie go od własnych linii zaopatrzeniowych. 13 kwietnia Hooker wysłał korpus kawalerii pod dowództwem George Stonemana w kierunku Fredericksburga, w celu odcięcia konfederatów od Hanover Junction. Sam zamierzał od frontu uderzyć na Armię Północnej Wirginii, plan ten jednak spalił na panewce, gdyż w wyniku ciągłych opadów deszczu kawaleria nie była w stanie przekroczyć wezbranej rzeki Rappahannock River.

## Przygotowania do bitwy
Hooker zrezygnowawszy z pierwotnego planu przekroczenia rzeki zdecydował związać walką siły Lee pod Fredericksburgiem i siłami głównymi Armii Potomaku uderzyć na jego lewą flankę oraz tyły. Jego zamiarem było zepchnięcie konfederatów na południe. 27 kwietnia trzy korpusy wraz z kawalerią pomaszerowały wzdłuż rzeki w kierunku północno-zachodnim. 29 kwietnia unioniści doszli do Kellys Ford, następnie kierując się w kierunku południowym przekroczyli rzekę Rapidan River w dwóch miejscach. Korpus kawalerii rozpoczął rajd skierowany przeciwko liniom zaopatrzenia Armii Północnej Wirginii. Dwa dalsze korpusy przekroczyły tymczasem Rappahannock River 29 kwietnia w okolicach US Furt. 30 kwietnia korpusy liczące łącznie 80 000 ludzi zebrały się w okolicach Chancellorsville. Dwa kolejne korpusy dowodzone przez Sedgwicka w sile 40 000 ludzi przekroczyły rzekę pod Fredericksburgiem. Ich zadaniem było wiązanie tam walką sił Lee.
Generał konfederatów nie do końca orientował się w zamiarach przeciwnika. 29 kwietnia nakazał dywizji majora Richarda Andersona wymarsz w kierunku przeciwnika. Jako że Anderson uważał tereny na zachód od Chancellorsville (The Wilderness) za nienadające się do marszu, skierował się na otwarty teren na wschód od miasta i tam zbudował pozycje obronne. Dzień później generał Jackson zaproponował atak na żołnierzy Sedgwicka, jednak Lee odmówił, tłumacząc że Armia Potomaku dysponuje większą ilością dział. Następnie Lee nakazał swoim korpusom zebranie się w rejonie Chancellorsville. Jedynie dywizję generała Early’ego w sile 12 000 ludzi pozostawił naprzeciwko wojsk Sedgwicka.
Hooker tymczasem nakazał swoim generałom pozostawanie w rejonie Chancellorsville do czasu, aż zbiorą się tam wszystkie z 5 korpusów. Siły te miały albo uderzyć całością wojsk na Armię Północnej Wirginii lub zająć jak najlepsze pozycje obronne. Po rozpoznaniu terenu wojska Unii okopały się. Jedynie dowódca XI korpusu znajdującego się na prawym skrzydle zdecydował się podjąć atak następnego dnia i nie zajął pozycji obronnej.

## Walki 1 maja
Armia Potomaku poruszała się nie niepokojona. Lee zresztą nie zdradzał, że zamierza iść w kierunku południowym. W sile 28 000 ludzi skierował się w stronę wojsk Hookera. Po zebraniu się w rejonie Chancellorsville Hooker nakazał swoim 3 korpusom atak w kierunku wschodnim. Po otrzymaniu informacji od korpusów II I XII o dostrzeżeniu ruchów nieprzyjaciela, Hooker przerwał atak i nakazał swoim wojskom okopanie się w rejonie Chancellorsville. Unioniści mieli tam dobre pozycje obronne, gdyż stanowiska, które zajmowali, otoczone były drzewami pobliskich lasów, dając znakomite schronienie obrońcom. Siły Lee znajdujące się w tym rejonie znalazłyby się pomiędzy wojskami Hookera z jednej a żołnierzami Sedgwicka z drugiej strony.
Około godz. 8.00 przednie oddziały Jacksona doszły do szańców dywizji Andersona. Jackson nakazał Andersonowi rozpocząć atak w kierunku nadciągających w kierunku wschodnim wojskom Hookera. Defensywna postawa sił Unii skłoniła Lee do uderzenia na obie grupy wojsk Armii Potomaku. Ponieważ jednak zalesione pozycje centrum, gdzie okopały się wojska Unii, nie dawały szans na zwycięstwo, Lee zdecydował się poprowadzić atak z zachodniej flanki. Aby ten plan mógł się powieść, generał konfederatów zmuszony był podzielić swoje siły na dwie grupy oraz poprowadzić jedną 12-milowym marszem naokoło stanowisk unionistów, mając stale na uwadze pasywną postawę Sedgwicka. W końcu postanowiono, że naprzeciwko 70 000 żołnierzy Armii Potomaku stanie zaledwie 14 000 konfederatów, reszta natomiast w sile 26 000 ludzi pod dowództwem Jacksona obejdzie siły Północy.

## Walki 2 maja
Lee szczególną uwagę zwracał na pozycje bronione przez siły Andersona i McLawsa. Doskonale orientował się w siłach centrum i lewego skrzydła przeciwnika, niewiele natomiast wiedział o jego prawej flance. Rankiem 2 maja Jackson na czele wypoczętych i dobrze wyposażonych żołnierzy wyruszył w końcu na wyznaczone wcześniej pozycje na prawej flance przeciwnika. Plan Lee był bardzo ryzykowny, zawierał jednak szanse powodzenia pod warunkiem zaskoczenia wojsk Hookera.
Około godz. 6.00 przednie oddziały Jacksona dotarły do Catherine Furnace. Unioniści spostrzegli już ruchy wojsk konfederatów, nie wiedzieli jednak, dokąd one zmierzają. W ich mniemaniu konfederaci mieli zająć stanowiska na południu. Ponieważ jednak ruchy te mogły zagrozić prawemu skrzydłu Unii, Hooker ostrzegł dowodzącego XI korpusem generała Howarda, nakazując mu wyjście naprzeciw wroga. Ogólnie jednak w kwaterze wojsk Unii przeważała opinia o kierunku marszu konfederatów na wschód. Około godz. 13.00 dowodzący III korpusem generał Sickles uderzył pod Catherine Furnace na siły przednie Jacksona. Ten jednak wycofał się na południe, co utwierdziło Hookera w przekonaniu, że Armia Północnej Wirginii wycofuje się z pola walki. Nakazał zatem Sedgwickowi atak na siły Earla w okolicy Mary’s Height i tym samym wzięcie konfederatów Lee w kleszcze. Rozkaz wydany ok. 11.15 Sedgwick otrzymał jednak dopiero ok. godz. 16.30. Na atak było już tego dnia za późno.
Około 14.30 Hooker nakazał swoim generałom przygotować się do pościgu za uchodzącą w jego mniemaniu armią konfederatów. Tymczasem Jackson koło godz. 15.00 osiągnął wysunięte najdalej siły prawej flanki przeciwnika. Zaraz też rozpoczął przygotowania do ataku.
Przez cały dzień do kwatery wojsk Unii dochodziły meldunki o dużej grupie wojsk konfederatów maszerującej wzdłuż frontu XI korpusu w kierunku zachodnim. Żołnierze Północy byli jednak pewni swoich osłoniętych lasem pozycji, że zupełnie lekceważyli przeciwnika. Większość żołnierzy spędziła dzień na bezczynności.
Atak rozpoczął się około godz. 17.30, po tym, jak gen. Jackson rozwinął swój II Korpus na pozycje wyjściowe do ataku. Zaskoczenie żołnierzy federalnych z XI Korpusu gen. Howarda było całkowite. Silne natarcie ok. 30.000 żołnierzy konfederackich na nieufortyfikowane prawe skrzydło Armii Potomaku doprowadziło do całkowitego odwrotu w nieładzie tej części sił Unii. Zamiarem gen. Jacksona było dotarcie do polany Chancelorsville, co miało na celu odcięcie drogi ucieczki oddziałom federalnym od brodów na Rappahanock, a w konsekwencji zniszczenie ich. Zbliżający się zmrok oraz zamieszanie w oddziałach konfederackich spowodowane niedostatecznie skoordynowanym atakiem, pokrzyżowały te plany. Gen. Jackson postanowił wykorzystać osłonę nocy do działań zwiadowczych przed frontem swojego korpusu. Podczas powrotu z rekonesansu doszło do tragedii. Konfederaci, słysząc głos nadciągających koni, sądząc, że jest to atak federalnej kawalerii, nie zdawali sobie także sprawy, że Jackson wraz ze swoim sztabem zbliża się do ich pozycji. W panice otworzyli ogień do nadciągających jeźdźców. Gen. Jackson został trafiony trzykrotnie, dwóch ludzi ze sztabu II Korpusu zginęło na miejscu, poważne rany odniósł także gen. A.P. Hill. Po tych wydarzeniach dowodzenie nad wojskami konfederatów objął generał Jeb Stuart. Nie orientował się on jednak w dokładnej sytuacji, dlatego zdecydował się odłożyć atak do ranka następnego dnia.
W nocy Jacksonowi amputowano lewą rękę. Lee w krótkiej depeszy ubolewał nad ranami i zarazem pogratulował generałowi wspaniałego zwycięstwa. Nie wiedział, że jego najlepszy generał po 8 dniach umrze.
W międzyczasie III korpus przerwał walki pod Catherine Furnace, zajmując stanowiska pod Hazel Grove. Jeszcze tej samej nocy Sickles próbował nieudanie atakować konfederatów, po czym obie armie ułożyły się na odpoczynek do następnego dnia.
W tym dniu Hooker został trafiony odłamkiem, co praktycznie wyeliminowało go z dalszych walk. Przekazał jednak dowodzenie swojemu oficerowi, co było jednym z głównych powodów słabości jego wojsk w walkach następnego dnia.
W trwających cały dzień walkach siły Sedgwicka nie rozpoczęły ataku. Plan Lee całkowicie się powiódł.

## Walki 3 maja

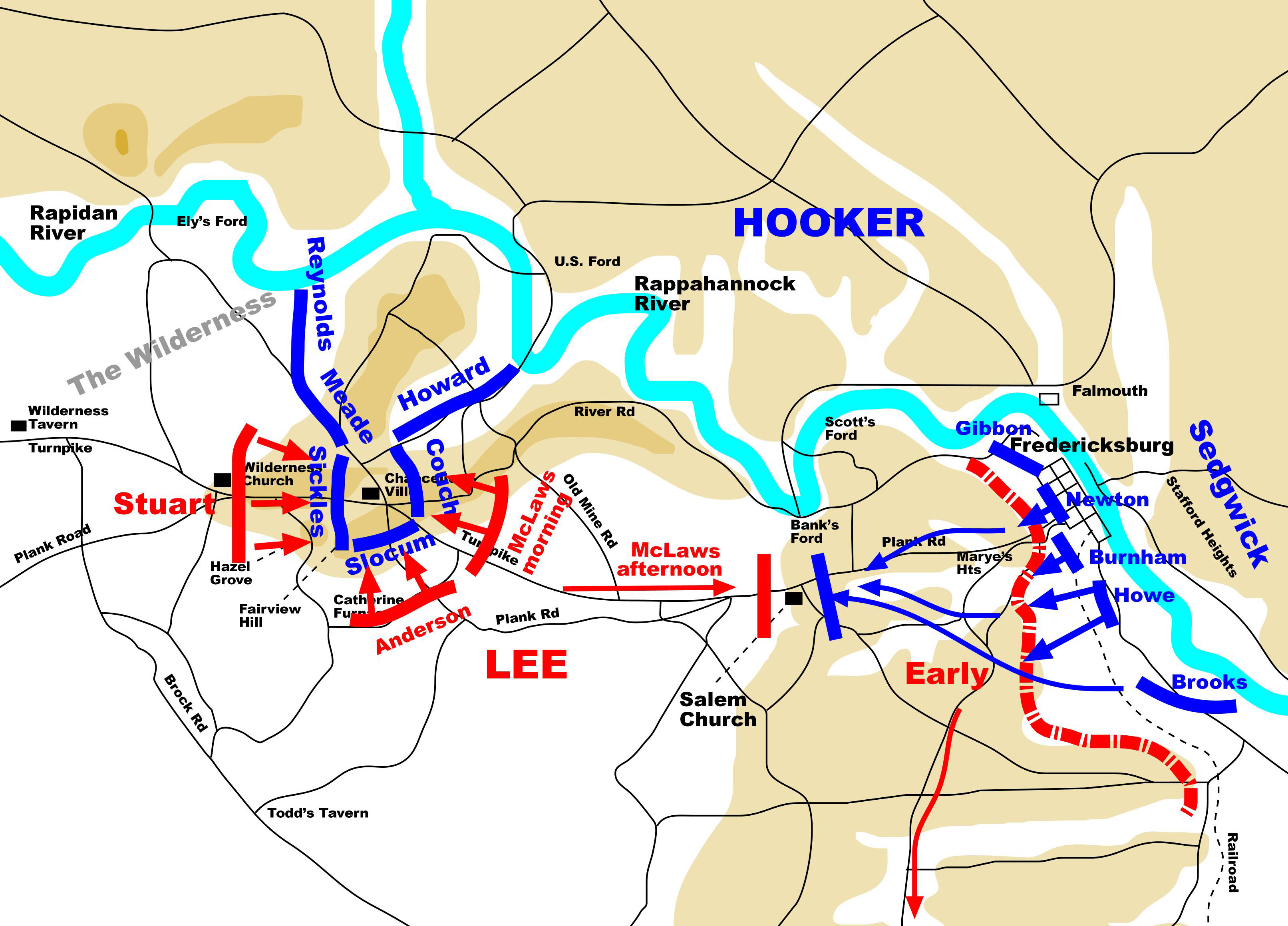
3 maja. Położenie walczących stron

Nocą w rejon starć nadciągnął I korpus Armii Potomaku, który zajął stanowiska na prawym skrzydle. Na swym lewym skrzydle miał V korpus Meade’ego. Wkrótce też pojawił się III korpus Sicklesa. Wszystkie 3 korpusy zajęły pozycje zwrócone w kierunku zachodnim. Korpusy XII Slocuma i II Couche’a opuściły swoje stare stanowiska z kierunku południowego i wschodniego i również dołączyły do reszty armii. Resztki XI korpusu zajęły pozycje aż do rzeki Rappahannock, chroniąc jedyną drogę zaopatrzeniową Armii Potomaku. Łącznie Hooker miał do dyspozycji 76 000 ludzi. Szczególne znaczenie miały dla III korpusu stanowiska pod Hazel Grove, skąd artyleria miała doskonałe pole ostrzału w kierunku zachodnim oraz na wschód na Chancellorsvile. Dzięki temu wojska Unii odciąć miały łączność korpusu Stuarta z resztą dywizji Lee.
Atak wojska Jacksona z poprzedniego dnia znacznie osłabił armię Potomaku, jednak jej nie zniszczył. Nadal przeważała ona liczebnie, dysponowała znacznymi zapasami broni, a jej żołnierze odznaczali się nadal wysokim morale. Jednak morale głównodowodzącego, generała Hookera, wyraźnie osłabło. Nocą Sickles poprosił o przysłanie wzmocnień. Hooker odmówił i nakazał III korpusowi odwrót w kierunku Chancellorsville. Niedługo potem nakazał on Sedgwickowi przeprowadzenie jeszcze jednego ataku na stanowiska konfederatów.
Osłabienie sił Sicklesa umożliwiło armii Północnej Wirginii ponowne połączenie wojsk. Lee zdecydował się przypuścić atak na armię Potomaku wzdłuż Orange Plank Road. W tym miejscu naprzeciwko niego stały zaledwie III i część XII korpusu przeciwnika. Pozostała część korpusu XII oraz cały II korpus zajęta była odpieraniem ataków sił Andersona i McLawsa, przez co nie była w stanie nadejść z pomocą Sicklesowi.
Korpus Stuarta rozpoczął atak rankiem o godz. 5.30. Po dwóch godzinach walk pierwsza linia obrony wojsk Północy została zdobyta. W trakcie walk żołnierzom Unii wyczerpała się amunicja, co zmusiło ich do odwrotu. Walki były bardzo ciężkie. Wielu rannych zginęło w palącym się lesie.
Około godz. 9.00 Sickles zmuszony został do opuszczenia pozycji na wzgórzu Fair View. Jego żołnierze zajęli nowe stanowiska obronne w pobliżu Chancellorsville. Krótko potem Hooker został trafiony odłamkiem szrapnela. Odmówił on jednak przekazania dowodzenia drugiemu w kolejności oficerowi Couche’owi, co doprowadziło do osłabienia armii Potomaku. W tej sytuacji korpusy XII i II również rozpoczęły odwrót. Armia Potomaku zajęła stanowiska na północ od Chancellorsville. Dopiero koło południa wyczerpani konfederaci na skutek odwetowych ataków Sedgwicka zaniechali dalszych szturmów wzdłuż River Road. Wojska generała przecięły wczesnym rankiem rzekę Rappahannock i natychmiast uderzyły na pozycje Early’ego na wzgórzu Marye, zostały jednak odparte. Z powodu złych doświadczeń z grudnia 1862 roku dowódcy zakazali dalszych ataków na bagnety. Rzeczywiście, koło godz. 11.00 żołnierze Unii osiągnęli pozycje południowców, którym udało się jednak uciec z całym wyposażeniem. Wydające się nie do zdobycia wzgórze Marye dostało się w ręce wojsk Sedgwicka.
Lee tymczasem wysłał dywizję McLawsa naprzeciwko VI korpusu. Około 15.30 konfederaci natknęli się na wroga. Po ciężkich walkach południowcom udało się powstrzymać atak wojsk Unii. Sedgwick dysponował zaledwie jedną dywizją, która nie była w stanie przełamać linii obrony konfederatów. Gdy nowe dywizje unionistów przybyły mu z pomocą, zapadające ciemności spowodowały przerwanie walk. O godz 19.00 Lee nakazał jeszcze dywizji Andersona wsparcie McLawsa pod Salem Church. Early otrzymał zadanie ataku na tyły wojsk Sedgwicka. Dysponując siłami 20 000 ludzi, Early miał następnego dnia pokonać siły 30 000 żołnierzy VI korpusu.

## Walki 4 maja

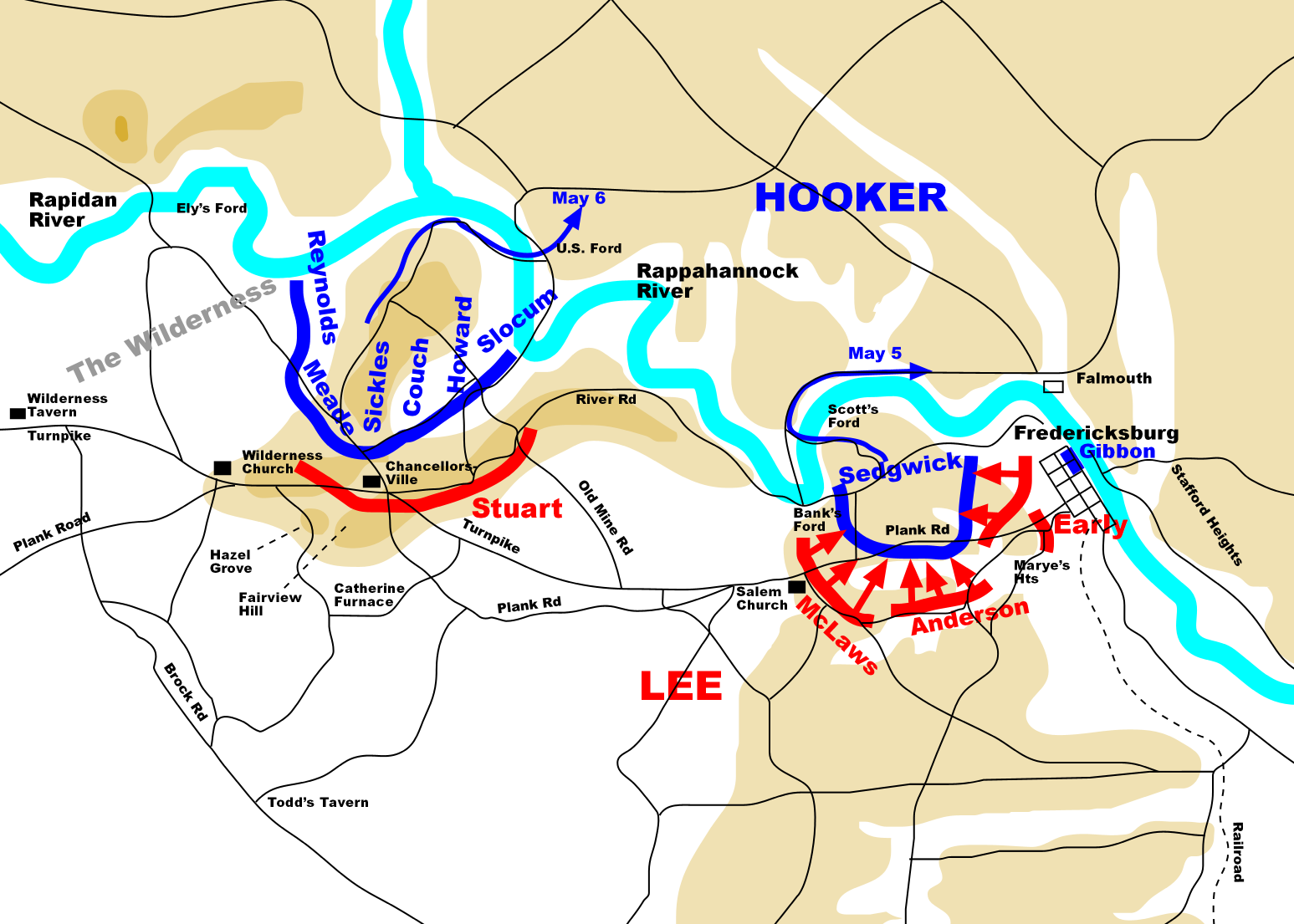
4 maja. Położenie walczących stron

Na rozkaz Hookera Armia Potomaku rozpoczęła wzmacnianie pozycji obronnych. Stanowiska były dobrze okopane i gwarantowały odparcie kolejnego ataku konfederatów. Nie wiadomo jednak, czy Hooker zdawał sobie sprawę ze słabości sił Lee.
Wczesnym rankiem Anderson stanął naprzeciwko unionistów i potwierdził silną pozycję obronną przeciwnika. Powiadomiony o tym Lee zadecydował przeprowadzenie ataku na siły Sedgwicksa pod Salem Church wojskami Andersona, McLawsa i Earla. Około godz. 7.00 Early odzyskał stracone dzień wcześniej pozycje pod Marey’s Heights, odcinając tym samym Sedgwicka od przeprawy na rzece Rappahannock pod Fredericksburgiem. W jego rękach pozostał jedynie przyczółek pomiędzy Bank’s Furt a Plank Road. Generał nakazał swoim żołnierzom zbudowanie mostu pontonowego, a przeprawy w kierunku Fredericksburga strzegła dywizja Gibbonsa.
Około godz. 17.30 Lee zaatakował Seedgwicksa z zachodu, południa i wschodu. Po krótkiej, gwałtownej walce VI korpus rozpoczął wycofywanie się w kierunku Rappahannock. Jednak artyleria konfederatów nie była w stanie zniszczyć mostu pontonowego. Po jakimś czasie atak konfederatów stracił na animuszu częściowo z powodu zapadających ciemności i trudnego terenu, a częściowo ze złej koordynacji wojsk Południa. Siłom Sedgwicka udało się w końcu przedostać na drugą stronę rzeki i zdemontować most, pomimo sprzeciwu Hookera, pragnącego utrzymać przyczółek dla planowanego ataku z kierunku Chancellorsville. W momencie gdy na lewym skrzydle siłom Południa przestało zagrażać jakiekolwiek niebezpieczeństwo, Lee nakazał Early’emu skierowanie się ponownie w kierunku Fredericksburga i atak na ludzi Hookera całymi siłami w dniu następnym. Dodatkowo dywizje Andersona i McLawsa otrzymały rozkaz powrotu pod Chancellorsville.
Tymczasem w nocy głównodowodzący Armii Potomaku decydowali co dalej. Generałowie Reynolds, Meade i Howard optowali za pozostaniem na dobrze obsadzonych pozycjach i przygotowanie obrony. Sickles i Couch natomiast opowiedzieli się za kontratakiem przez Rappahannock River, jednak ten drugi tylko w wypadku, gdy nie znajdzie się ponownie pod dowództwem Hookera. Hooker jednak zadecydował o całkowitym odwrocie.

## Po bitwie
5 maja Lee zgromadził Armię Północnej Wirginii pod Chancellorsville i przygotował się do ataku na ostatnią zajmowaną przez Hookera pozycję. Nakazał też odszukanie najsłabszych punktów obrony przeciwnika. Dopiero jednak następnego dnia był gotów do jakichkolwiek działań. W tym momencie Lee otrzymał wiadomość o wycofaniu się sił Hookera. Lee był bardzo zdziwiony i niepocieszony tym faktem, gdyż zamierzał zniszczyć całkowicie przeciwnika. Nakazał szybko swoim wojskom pościg za wrogiem i zadanie mu w miarę możliwości jak największych strat. Nocą, podobnie jak po większości wielkich bitew w Wirginii, rozpętała się gwałtowna ulewa. Hooker pod osłoną ciemności wycofał się w kierunku US Furt. Podczas odwrotu część jego żołnierzy nosiła się z myślą flankowego uderzenia na wroga, większość jednak wiedziała już, że bitwa jest już przegrana. 7 maja żołnierze dotarli do swojej bazy w Falmouth.
Bitwa pod Chancerollorsville była wielkim zwycięstwem wojsk Konfederacji. Potwierdziła też geniusz strategiczny gen. Lee i gen. Jacksona. Niestety śmierć tego ostatniego okazała się być stratą przewyższającą zyski. W opinii wielu historyków (i samego dowódcy wojsk Konfederacji), gdyby gen. Lee miał przy sobie Jacksona, zdołałby dwa miesiące później zwyciężyć w bitwie pod Gettysburgiem, która okazała się być zwrotnym punktem wojny.